# جان بروير (نحات)
جان بروير (بالهولندية: Jan Brouwer)‏ (و. 1950  م) هو نحات، ورسام هولندي، ولد في آرنم.